# Metacrambus
Metacrambus is een geslacht van vlinders van de familie grasmotten (Crambidae).

## Soorten
- M. carectellus (Zeller, 1847)
- M. jugaraicae Bleszynski, 1965
- M. kurdistanellus Amsel, 1959
- M. marabut Bleszynski, 1965
- M. pallidellus (Duponchel, 1836)
- M. salahinellus (Chretien, 1917)